# Certificat d'aptitude professionnelle d'accompagnant éducatif petite enfance
 (février 2016).
Si vous disposez d'ouvrages ou d'articles de référence ou si vous connaissez des sites web de qualité traitant du thème abordé ici, merci de compléter l'article en donnant les références utiles à sa vérifiabilité et en les liant à la section « Notes et références ».
Le certificat d'aptitude professionnelle (CAP) d’accompagnant éducatif petite enfance (AEPE), précédemment CAP petite enfance, est un diplôme d’État français qui se prépare en deux ans et s’obtient à l’issue d’un examen organisé par le ministère de l'Éducation nationale. Il peut également se préparer en un an pour les candidats de la voie professionnelle d'adulte.

## Présentation

### Admission
Les conditions d’accès au CAP Petite Enfance varient en fonction de l’âge des candidats.
Ceux qui ont moins de 26 ans ont la possibilité de s’inscrire après la troisième ou l’obtention d'un BEP. Ils peuvent ensuite opter pour une formation continue, en contrat d’apprentissage ou de professionnalisation.
Ceux qui ont plus de 26 ans doivent posséder une première expérience dans ce milieu ou justifier d’un niveau troisième. Ils ont alors le choix entre une formation continue et une validation des acquis.
Pour pouvoir s’inscrire au CAP Petite Enfance en candidat individuel, il faut être majeur au 31 décembre de l’année de session de l’examen.

### Contenu
Le programme du CAP Petite Enfance s’appuie sur différentes unités de formation. Elles représentent chacune une épreuve de l’examen final. L’enseignement est divisé en deux types : l'enseignement général et l'enseignement professionnel.

#### L'enseignement général
Il comporte trois modules : 
- français et histoire-géographie ;
- mathématiques et sciences (physique et chimie) ;
- éducation physique et sportive

À noter que les étudiants titulaires d’un diplôme de niveau IV (baccalauréat ou équivalent) ou V (BEP, CAPA, CAP…) sont exempts de l’enseignement général et de ses épreuves finales.

#### L'enseignement professionnel
Il compte également trois unités : 
- prise en charge de l’enfant à domicile
- accompagnement éducatif de l’enfant
- techniques de service à l’usager

Parmi les notions qui seront apprises, on peut citer les connaissances théoriques liées à l’accueil et à la prise en charge de l’enfant à domicile (nutrition, soins d’hygiène, prévention des accidents domestiques…), celles liées à l’accueil et à la prise en charge de l’enfant et celles relatives à la préparation des repas, à la gestion des stocks et à l’entretien des locaux.

#### Validation du diplôme
Outre les épreuves générales, l’examen de CAP Petite Enfance comporte trois épreuves professionnelles : 
- la prise en charge de l’enfant à domicile (écrit et pratique)
- l’accompagnement éducatif de l’enfant qui inclut l’épreuve de Prévention, Santé et Environnement (ou PSE, entretien avec le jury autour du dossier professionnel)
- les techniques de service à l’usager (écrit et pratique).

### Débouchés
Une fois le diplôme de CAP Petite Enfance obtenu, les étudiants peuvent travailler au sein de différentes structures ou poursuivre leurs études. S’ils optent pour le monde du travail, les centres de loisirs, garderies périscolaires, crèches, écoles maternelles ou les emplois en milieu familial ou médical sont quelques-unes des possibilités.

#### Poursuite d'études
S’ils choisissent de continuer leur apprentissage, ils peuvent se diriger vers des classes préparatoires au concours d’entrée des écoles spécialisées (pour devenir auxiliaire de puériculture par exemple ou encore aide-soignant), tenter les concours d’entrée aux diplômes d’État ou intégrer un Bac professionnel (ASSP [Accompagnement, soins et services à la personne] ou Services aux personnes et aux territoires). C'est par ailleurs une voie obligatoire pour passer le concours d'ATSEM (Agent Territorial Spécialisé des Écoles Maternelles).

## Historique
Pour la session 2019 de l’examen, le CAP Petite enfance est réformé, et est remplacé par le CAP Accompagnant éducatif petite enfance (AEPE),.